# Cielcza
Cielcza (niem. Cilcz) – wieś sołecka w Polsce położona w województwie wielkopolskim, w powiecie jarocińskim, w gminie Jarocin, przy drodze krajowej nr 11.
W latach 1954–1959 wieś należała i była siedzibą władz gromady Cielcza, po jej zniesieniu w gromadzie Jarocin. W latach 1975–1998 miejscowość administracyjnie należała do województwa kaliskiego.
Cielcza położona jest około 4 km od Jarocina. Leży na wzniesieniu polodowcowym, zwanym Pagórem Cielczy (przez geografów nazywanym osem mieszkowskim) (117 m n.p.m.) w dolinie rzeczki Lubieszki.
Według miejscowych legend w Cielczy odbywał się sabat czarownic, które zlatywały się na tzw. „Górkę”. Czarownice tutejsi mieszkańcy nazywali „ciotami”, stąd umownym znakiem miejscowości jest ciota na miotle. W Cielczy kultywuje się tradycję chodzenia niedźwiedzi. W lany poniedziałek przez miejscowość przechodzi kolorowy korowód przebierańców prowadzonych przez niedźwiedzie.

## Historia
Pochodzenie nazwy miejscowości nie jest wyjaśnione. Potocznie uważa się, że pochodzi od figury pogańskiego bożka – cielca.
Na terenie wsi odkryto cmentarzysko z okresu kultury łużyckiej. Pierwsze wzmianki o Cielczy pochodzą z 1257 r. (dokument księcia Bolesława Pobożnego z dnia 30 listopada), kiedy wieś należała do rodu Zarembów, którzy od nazwy miejscowości przyjęli nazwisko Cieleccy. Potem miejscowość wielokrotnie zmieniała swoich właścicieli. Byli nimi, około połowy XVI, Opalińscy, potem Sapiehowie, a w I poł. XIX w. miejscowość przejęli Radolińscy.
1 stycznia 2018 z Cielczy wyłączono 42,78 ha, włączając je do Jarocina.

## Kościół w Cielczy

### Historia kościoła
W rzeczywistości pierwsza wzmianka o kościele pochodzi z 1400 roku, kiedy to proboszczem był zakonnik  Maciej. Wcześniej, w roku 1421, Olbracht z Cielczy i Pleszewa ufundował w kościele altarię, czyli drugi ołtarz, pod wezwaniem NMP i św. Katarzyny, który poświęcił biskup poznański Andrzej Gosławski. Kościół św. Małgorzaty w Cielczy przechodził burzliwe koleje losu. Po roku 1618 (dokładnej daty nie znamy) kościół stracił samodzielność, stając się filialnym kościoła św. Wojciecha w Wilkowyi. Odtąd proboszczowie wilkowyjscy byli proboszczami cieleckimi, a kościół w Cielczy określano jako "Ecclesia filialis in villa Czelcza" (kościół filialny we wsi Cielcza).  W połowie XVII wieku umieszczono w kościele obraz Matki Boskiej Cieleckiej – patronki od gradobicia, wszelkich żywiołów i chorób. Obraz  został namalowany przez nieznanego artystę, który na swym dziele pozostawił jedynie datę. W roku 1837 zrujnowany kościół św. Małgorzaty został zlicytowany, a drewno sprzedane za 8 talarów. Od tego czasu, aż do roku 1913, mieszkańcy Cielczy uczęszczali na nabożeństwa do kościoła w Wilkowyi.

### Nowa świątynia

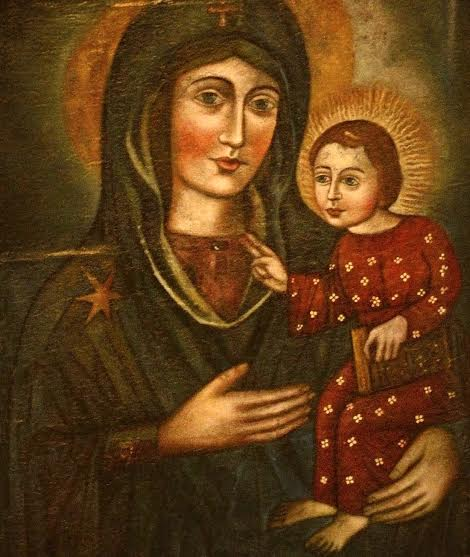
Matka Boska Cielecka

W 1912 roku rozpoczęto budowę nowego murowanego kościoła św. Małgorzaty. Projekt świątyni, zbudowanej na planie krzyża greckiego, opracował architekt poznański Stefan Cybichowski. Budowa, według projektu, miała kosztować ponad 60 tysięcy marek. Kościół został konsekrowany przez biskupa poznańskiego, Edwarda Likowskiego, w 1913 roku. Cielcza, po trzech wiekach, znów stała się samodzielną parafią, a mieszkańcy mogą uczęszczać na nabożeństwa do swojego kościoła. Ze starego kościółka pozostał jedynie cudowny obraz Matki Boskiej Cieleckiej. 
Obok kościoła znajduje się plebania (aktualnie znajduje się tam oddział Przedszkola "Tęcza") z 1933 r. z portykiem dwukolumnowym i czterospadowym dachem. Nowa plebania została wybudowana i oddana do użytku w 2012 roku.